# 2851 Harbin
2851 Harbin (1978 UQ2) là một tiểu hành tinh vành đai chính được phát hiện ngày 30 tháng 10 năm 1978 bởi Đài thiên văn Tử Kim Sơn ở Nanking.